# Petroica
A Petroica  a madarak osztályának verébalakúak (Passeriformes) rendjébe és a cinegelégykapó-félék (Petroicidae) családjába tartozó nem.

## Rendszerezésük
A nemet William John Swainson angol ornitológus írta le 1832-ben, az alábbi fajok tartoznak ide:
- Petroica rosea
- Petroica rodinogaster
- Petroica archboldi
- alpesi cinegelégykapó (Petroica bivittata)
- tüzesbegyű cinegelégykapó (Petroica phoenicea)
- skarlátbegyű cinegelégykapó (Petroica multicolor)
- Petroica boodang
- pirossapkás cinegelégykapó (Petroica goodenovii)
- Petroica australis
- fekete cinegelégykapó (Petroica traversi)
- tarka cinegelégykapó (Petroica macrocephala)

- Petroica longipes vagy Petroica australis longipes[2]
- Petroica pusilla vagy Petroica multicolor pusilla[2]

## Előfordulásuk
Ausztrália és Óceánia területén honosak. Természetes élőhelyeik az erdők, füves puszták és cserjések.

## Megjelenésük
Testhosszuk 10,5-18 centiméter közötti. A nemek tollazata különbözik.

## Életmódjuk
Ízeltlábúakkal és más gerinctelenekkel táplálkoznak.